# Anoraknophobia
Anoraknophobia ist das zwölfte Studioalbum der britischen Progressive-Rock-Band Marillion. Es wurde im Mai 2001 veröffentlicht.

## Hintergrund
Der Albumtitel Anoraknophobia ist ein Kofferwort aus „Anorak“, „No“ und „Phobia“. Anorak ist ein englischer Slangausdruck, der jemanden bezeichnet, der ein obsessives Hobby betreibt. „Anoraknophobia“ soll bedeuten, keine Angst vor Leuten mit Leidenschaften zu haben. Marillion verstand dies auch als Solidarisierung mit ihren Fans, die dieses Album finanziert hatten. Die drei Vorgängeralben waren bei Castle Communications, einem Indie-Label, erschienen, wo Marillion sich jedoch nicht gut aufgehoben fühlte. Per Mail wurden die Fans gefragt, ob sie das Album vorfinanzieren würden, was über 12.000 Fans dann auch taten. Mit der gesicherten Finanzierung ging Marillion dann auf EMI zu und machte das Major-Label zu ihrem Distributor, die Rechte verblieben jedoch bei der Band.

## Titelliste
1. Between You and Me (06:27)
2. Quartz (09:06)
3. Map of the World (05:02)
4. When I Meet God (09:17)
5. The Fruit of the Wild Rose (06:57)
6. Separated Out (06:17)
7. This is the 21st Century (11:07)
8. If My Heart Were a Ball It Would Roll Uphill (09:28)

Die Bonus-CD für die Vorbesteller enthielt zusätzlich:
1. Number One (02:48)
2. The Fruit of the Wild Rose (Demo) (06:20)
3. Separated Out (Demo) (06:03)
4. Between You and Me (Mark Kelly Remix) (05:08)
5. Number One (Recording Demo Video)
6. Map of the World (Recording Demo Video)

## Singleauskopplungen
Als Single erschien im Oktober 2001 Between You and Me mit Map of the World als zweite A-Seite. Die Single erreichte keine Chartplätze.

## Rezeption
Im Gegensatz zu den Vorgängeralben kam Anoraknophobia bei den meisten Kritikern sehr gut an. Bei laut.de trauert der Rezensent immer noch der Fish-Ära nach und findet „nicht nachvollziehbare Breaks und monotone Gesangsmelodien“. Die Rezensenten der Babyblauen Seiten dagegen verteilten erstmals seit This Strange Engine wieder mehr als 10 Punkte. Auch Prog Archives, dprp.net, durp.com und vampster.com betonen die progressive Ausrichtung Marillions im Sinne des Wortes.